# Caifanes
Caifanes es una banda mexicana de rock alternativo. Su música ha sido considerada por la crítica como uno de los actos más innovadores e influyentes en el rock latinoamericano durante el siglo XX. Estuvo activa de 1987 a 1995, y de 2011 hasta la actualidad. La banda empezó como un cuarteto conformado por Saúl Hernández (guitarra y voz), Alfonso André (batería), Sabo Romo (bajo) y Diego Herrera (teclados, saxofón y percusiones), lanzando en 1988 su álbum debut homónimo Caifanes. En 1989 se unió Alejandro Marcovich como guitarra líder.
Teniendo como origen Las Insólitas Imágenes de Aurora, Caifanes emergió de la escena underground mexicana para luego saltar al gran público con el apoyo de la campaña difusora denominada "Rock en tu idioma" a finales de los años ochenta. En dicho tenor, dos de sus canciones («Antes de que nos olviden» y «Será por eso») están consideradas dentro de las 100 mejores (musicalmente) del rock mexicano. Cinco más de ellas («Afuera», «La célula que explota», «Nubes», «No dejes que...» y «Viento»), se encuentran dentro de las 120 canciones más representativas del rock hispanoamericano.
Ya estructurados como un quinteto, publicaron los álbumes Caifanes. Volumen II (más conocido como El diablito) y El silencio. Ambos, alabados por la crítica.
Durante 1993, Romo y Herrera dejaron la banda y los miembros restantes (establecidos ya como un trío) publicaron su cuarto y último álbum, El nervio del volcán. Finalmente, las diferencias que existían entre Hernández y Marcovich llevaron al retiro del grupo en 1996. Hernández y André continuarían con el proyecto Jaguares, el cual incluiría piezas de Caifanes además de nuevo material. Posteriormente, en 2011, tras una reconciliación con Marcovich, Hernández formalmente revivió a Caifanes como quinteto. Finalmente, sin que se presumieran más peleas internas, en 2014 un comunicado anunció que Caifanes regresaría al cuarteto original sin Marcovich.
A finales del 2018, anunciaron en medios de comunicación que saldría a la luz (luego de un cuarto de siglo desde su última producción musical), un nuevo sencillo. Este fue lanzado el 7 de marzo de 2019, en las plataformas digitales. Fue así como «Heridos» salió como preámbulo a un posible futuro trabajo discográfico. En 2019 lanzaron la gira Caifanes Tour 2019, promocionando dicho material.

## Historia

### Las Insólitas Imágenes de Aurora (1984-1985)
El origen de Caifanes se dio, en gran parte, por un proyecto musical anterior denominado Las Insólitas Imágenes de Aurora. Este último surgió en 1984 por iniciativa de Alejandro Marcovich a pedido de su hermano Carlos, quien para entonces estudiaba cine y precisaba conseguir dinero para desarrollar su tesis de grado y así conseguir su título profesional. Carlos le planteó a su hermano que organizara una fiesta que tuviera un grupo musical en escena para poder cobrar el ingreso.
Alejandro buscó a otros músicos para integrar la agrupación: Alfonso André, baterista y amigo de su hermano Carlos, y Saúl Hernández, quien para el momento formaba parte de otra agrupación llamada Frac y que inicialmente se negó a participar en el naciente conjunto; a dos días de la fecha prevista para la fiesta, Hernández cambió de opinión y empezó a ensayar con André y Marcovich. Así, Hernández sería el vocalista e intérprete del bajo, Marcovich el guitarrista y André el baterista.
Oficialmente, Las Insólitas, (como se les conoce comúnmente) no tienen discografía conocida, pero existe material de ellos con alguna difusión, especialmente teniendo en cuenta que en aquel tiempo en México el apoyo de las disqueras para el movimiento de rock en español y de bandas nacionales era mínimo, por no decir que nulo.
Hacia 1985 se unieron otros músicos a la banda y Hernández dejó el bajo para tocar la guitarra rítmica. Hubo también por entonces el primer enfrentamiento entre Saúl y Alejandro, el cual dio origen a la posterior desintegración del grupo, algo que también pasaría tiempo después en Caifanes.

### Estructuración como cuarteto (1987)
Tras la desintegración de Las Insólitas, cada uno de los elementos se integró a distintos proyectos. Marcovich se unió al grupo de músicos que acompañaban a Laureano Brizuela, mientras André se unió de forma temporal a Bon y los Enemigos del Silencio. Hernández junto con Diego Herrera estaban planeando un proyecto musical al que denominaron como Caifanes. En el lenguaje urbano, un "caifán" es aquel que se resiste al engaño y a las compensaciones materiales y busca en el alma su recompensa. Por ello, su visión de la vida es siempre la de un abismo, pero un abismo poblado de prodigios. En los años 40 como en los 90, "caifán" quiere decir "inconforme". Igualmente pudo haber sido influenciado por la película de 1967 titulada Los caifanes.
Caifanes fue conformado originalmente en enero de 1987. Esta alineación consistía en: Saúl Hernández (voz y guitarra), Sabo Romo (bajo eléctrico), Diego Herrera (teclados y saxofón), y Juan Carlos Novelo (batería). Su primera presentación fue el 11 de abril de 1987 en Rockotitlán con Jorge «El Gato» Arce (Ritmo Peligroso) apoyándolos en la batería ya que Juan Carlos Novelo no pudo asistir. La expectación creada en el underground roquero mexicano fue tanta que mucha gente se quedó fuera del recinto.
Después de su segunda presentación Juan Carlos Novelo decidió abandonar la agrupación, y en su lugar entró Alfonso André (batería y percusiones). Más adelante, Santiago Ojeda (guitarra) se integró al grupo por un corto tiempo, para luego fundar la banda La Gran Vía, quedando finalmente como cuarteto con Saúl, Diego, Sabo y Alfonso.
Si bien Caifanes era un grupo nuevo, Sabo Romo con sus proyectos anteriores (Cherry, Manhattan, Ruido Blanco, El Método del Ritmo, Taxi, Briseño y El Séptimo Aire) y la banda anterior de Saúl, Alfonso y Alejandro, Las Insólitas Imágenes de Aurora, tenían ya una amplia base de fanáticos. La explosión de grupos originarios de España y Argentina, y la etiqueta de Rock en tu idioma, hicieron que las casas disqueras comenzaran a dar apoyo a las agrupaciones que llevaban tiempo pululando en los bares y hoyos funky de México.
En 1988, Caifanes comenzó a crearse una base de admiradores, un plus que comenzaron a forjar y que fue adicional al culto que habían provocado como Las Insólitas Imágenes de Aurora.
El trayecto no fue fácil; la banda había juntado un presupuesto y tenían en mente grabar un disco bajo el cobijo de algún productor español; lamentablemente, el dinero comenzó a escasear y solo alcanzó para grabar un demo de cuatro canciones. Las canciones elegidas habían sido: «Mátenme porque me muero», «Nada», «Será por eso» y «Amanece».
El primero de estos temas fue enviado a la extinta estación Espacio 59, en donde se programaban los demos de las agrupaciones que querían darse a conocer y en donde comenzaron a ganarse el gusto del público radioescucha.
La primera parada en una casa disquera fue en la desaparecida CBS México, cuyo director general, al ver su aspecto "gótico", similar al estilo post punk de aquella época, no tuvo otra descripción de ellos y sus palabras solo alcanzaron para decirles: "Parecen putos".
El gerente de la sucursal mexicana de CBS escuchó con atención aquella cinta que la agrupación llevó, el trabajo fue de su agrado, pero por su aspecto y tras escuchar el demo de «Será por eso», les negó algún contrato en firme, argumentando la siguiente frase, recordada por Hernández: "En CBS, nuestro negocio es vender discos, no ataúdes".
Por un momento el grupo, frustrado de tanta búsqueda, recibió el soporte temporal de CBS pero después recibiría su "carta de retiro". La verdadera oportunidad llegó cuando Ariola convocó a las dos bandas que estaban provocando "eco" en la escena under de la época en la Ciudad de México, a abrir el concierto de Miguel Mateos en el desaparecido Hotel de México (hoy el World Trade Center México) el 31 de octubre de 1987: Caifanes y Neón eran esas bandas.[cita requerida]
Lugar en donde, por cierto, se encontraba Cachorro López, (productor de Los Abuelos de la Nada, Miguel Mateos, Andrés Calamaro), quién a su vez estaba midiendo el poder de convocatoria de ambas agrupaciones y en donde Caifanes salió triunfante sobre Neón; no vaciló en darles su apoyo incondicional. El resultado fue la grabación de un primer LP bajo la dirección y realización del productor Cachorro López, también productor de Mateos.[cita requerida]
Caifanes accedió a firmar con RCA Ariola, a cambio de que también Maldita Vecindad firmara y así ocurrió. Para noviembre de 1988, Maldita Vecindad se encontraba grabando, en los Estudios PolyGram, lo que sería su primer material.[cita requerida]
Su primer álbum, Caifanes, salió a la venta en agosto de 1988 y el sencillo Mátenme porque me muero fue su primer éxito, seguido por Viento, Amanece y Cuéntame tu vida. El también llamado Volumen 1 fue precedido por un EP con tres canciones, producido con la intención de probar la aceptación del grupo entre la posible audiencia; el resultado fue la venta de más de trescientas mil copias y, por lo tanto, la edición del primer LP.[cita requerida]
El álbum en sí mostraba claramente lo que muchos consumidores de rock en México demandaban: verdadero rock. Gustavo Cerati, en aquel entonces vocalista y guitarrista de Soda Stereo, participó como músico invitado en la grabación del álbum, tocando la guitarra en «La bestia humana».[cita requerida]
En diciembre de 1988, graban en la Ciudad de México el maxisencillo La negra Tomasa. Dicho trabajo incluía tres versiones de la canción cubana «La negra Tomasa», adicionando el tema «Perdí mi ojo de venado».[cita requerida]
En el verano de 1989, tras llenar dos días consecutivos el Auditorio Nacional —de hecho fue la primera banda de rock mexicano en lograr esto— y teniendo como teloneros a Maldita Vecindad y a Fobia. El grupo prepara canciones para lo que sería su segundo material; temas como «Detrás de ti» y «Antes de que nos olviden» ya eran habituales de la agrupación para estas fechas (esta última fue con dedicatoria a los caídos de Tlatelolco el 2 de octubre de 1968).[cita requerida]

### Formación definitiva como quinteto (1989-1993)

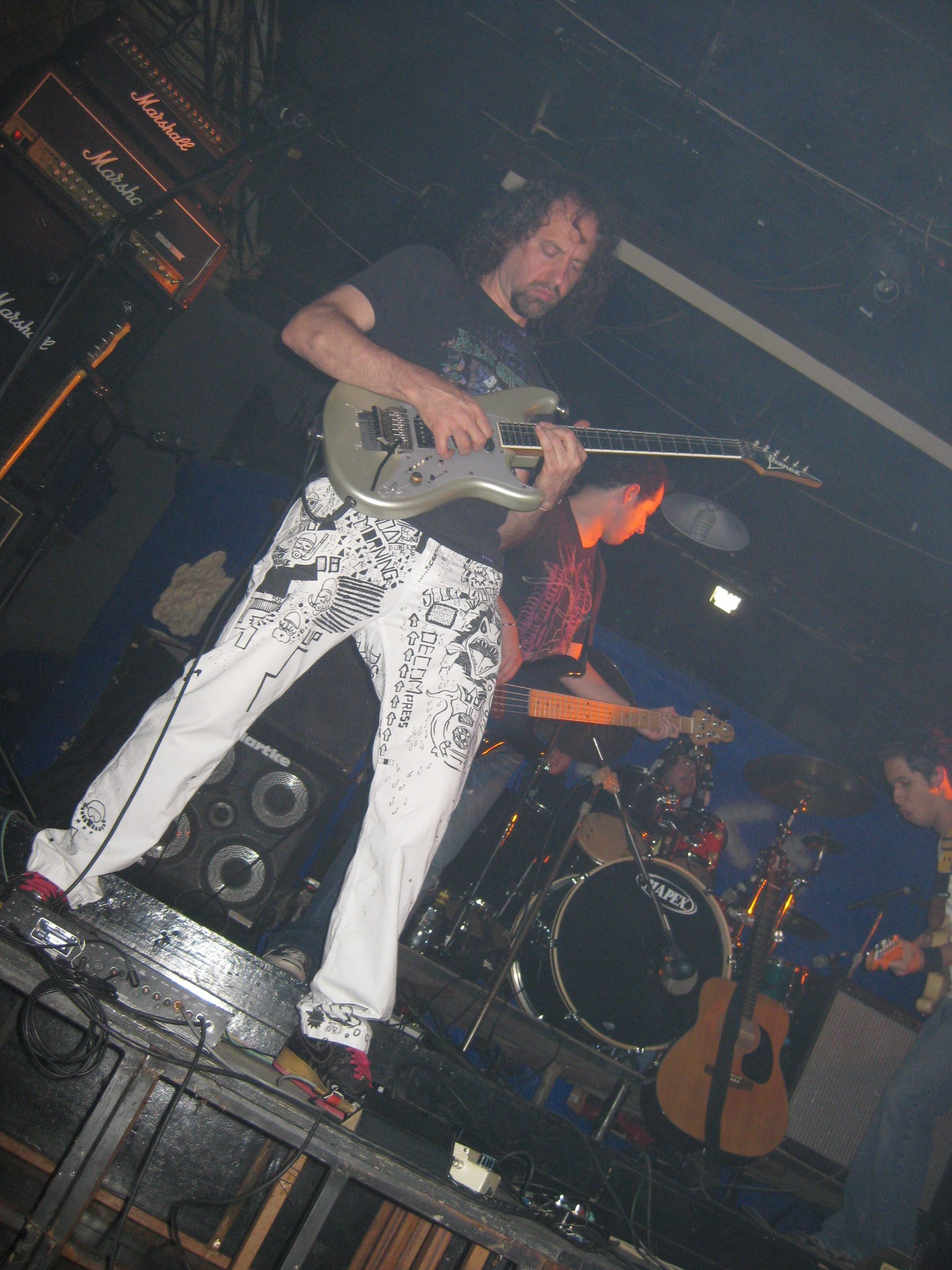
Alejandro Marcovich, fue el último en integrarse a Caifanes en 1989.

En una presentación del grupo en un bar se encontraba el excompañero de grupo de Saúl y Alfonso en Las Insólitas Imágenes de Aurora, Alejandro Marcovich. Hernández tuvo un encuentro con el guitarrista, en donde comentaron asuntos sobre los proyectos de cada uno, (Marcovich se encontraba de gira con el cantante argentino Laureano Brizuela) y Hernández le comentaba el gran peso que le causaba el ser guitarrista y vocal de una agrupación. Por su parte, Marcovich recomendó: "¿Por que no buscas a un guitarrista que te apoye?", a lo que Hernández respondió: "¿Y por qué no tú?".
En septiembre de 1989, Marcovich se integró al grupo y ya con una formación sólida, como quinteto, se dirigió a Nueva York a grabar su segunda placa, de nuevo bajo la dirección de Oscar López en colaboración con Gustavo Santaolalla, Cachorro López y Daniel Freiberg.[cita requerida]
El resultado de este trabajo fue el Volumen II, más conocido como El diablito (esto se debe a que en la portada del disco se incluye la imagen de un diablo que recuerda una tarjeta de lotería, acompañado por una leyenda que dice justamente: «El diablito»). Dentro de esta producción destacan «Detrás de ti», «Antes de que nos olviden» y «Los dioses ocultos»; también aparece una de las canciones más populares del grupo, «La célula que explota».[cita requerida]
1990 fue un año de arduo trabajo. Realizaron una serie de conciertos con las agrupaciones más fuertes de esa época, Fobia, Neón, Maldita Vecindad y Los Amantes de Lola; en una gira que bien denominaron Rock de los 90s, en diciembre de ese mismo año.[cita requerida]
Después se les presentó la oportunidad de hacer un concierto mano a mano con los argentinos Soda Stereo en el Palacio de los Deportes, el 13 de marzo de 1991, y en donde el vocalista de Soda los presentaba así:

Pero algo más queda, algo más queda. A este escenario vamos a invitar unos amigos... ¡No mames, güey, son los Caifanes!
Gustavo Cerati

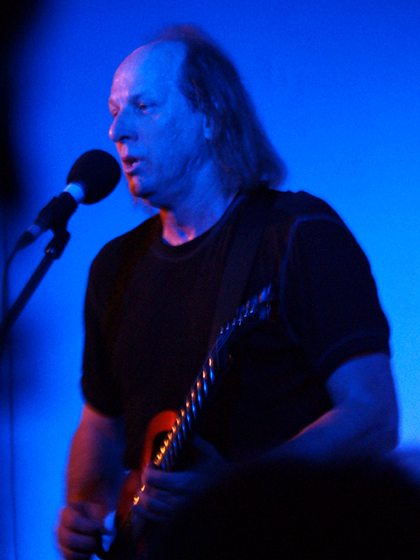
Adrian Belew, exmiembro de King Crimson, fue el productor de la tercera placa discográfica de la agrupación, El Silencio.

Después, se dirigieron a Wisconsin a grabar con Adrian Belew y, así, en 1992 se editó El silencio. De este álbum se incluye gran parte del repertorio clásico de Caifanes. Antes de que se publicara El silencio, The Cure estaba en México y se propuso a Caifanes abrirle, pero se rehusaron puesto que primero querían presentar el álbum antes de hacer cosa alguna. Fuentes alternas afirman que la verdadera causa de la negativa por parte del grupo por abrir a The Cure, fue el afán de evitar las comparaciones con la banda británica. Cuando dicho álbum salió a la venta, el grupo ya era un éxito en México, Centroamérica, algunos países de Sudamérica y entre la comunidad hispana de Estados Unidos. En agosto de 1992 llenaron por completo el Hollywood Palladium de Los Ángeles.
El silencio es considerado uno de los mejores álbumes del rock mexicano, y uno de los mejores del rock latino, para muchos es el álbum de rock más influyente en México. En el disco existen fusiones de música mexicana y rock, como en «Piedra», «Para que no digas que no pienso en ti» y «Nubes», o en «Mariquita», donde convierten un son jarocho anónimo en una canción de rock; también experimentaron con «Metamorféame», que es lo más acercado a un hard rock que Caifanes llegó a tener, además del clásico «No dejes que...».
En abril de 1993 llenaron por completo el Palacio de los Deportes de la Ciudad de México, hazaña que ningún otro grupo de rock mexicano había logrado hasta el momento, con Santa Sabina como teloneros.
En este mismo año, la agrupación parecía cada vez más sólida, pero Sabo Romo y Diego Herrera se encargaron de desmentirlo. Con dicho concierto en el Palacio de los Deportes, Sabo Romo se despidió de la agrupación. Diego Herrera lo seguiría poco tiempo después, al concluir esa gira.

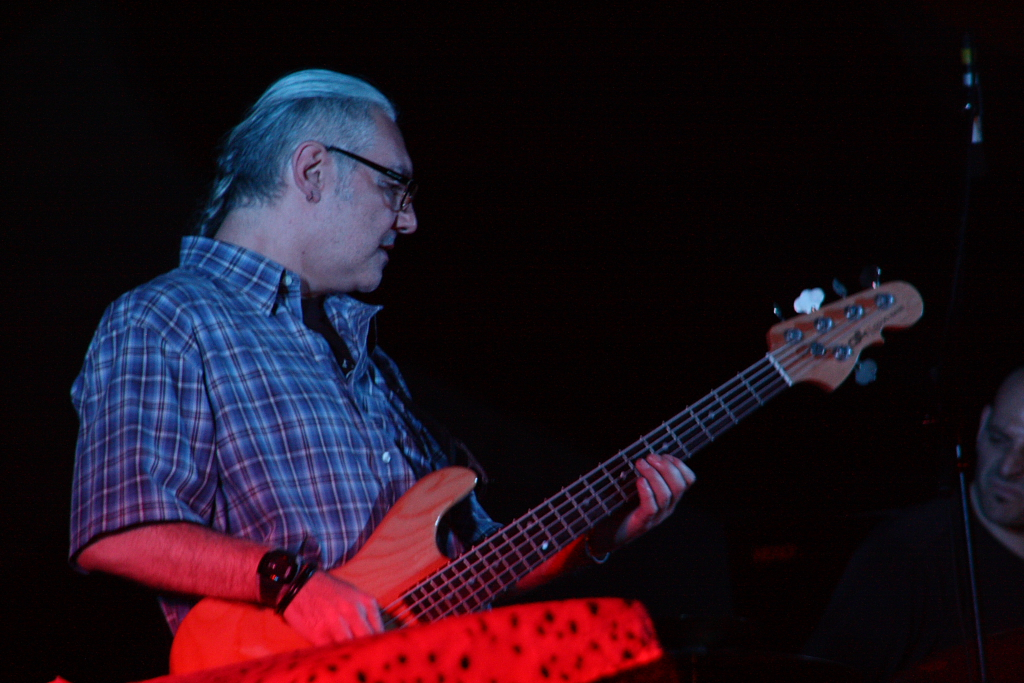
Sabo Romo fue el primero en desertar de la agrupación en 1993.

### Reestructuración como trío:El Nervio del Volcán,MTV Unplugged y separación (1994-1996)
Al llegar 1994, Caifanes quedó reducido a un trío conformado por Saúl Hernández, Alfonso André y Alejandro Marcovich. Juntos dan forma al último álbum de Caifanes: El nervio del volcán junto a Federico Fong en bajo y Yann Zaragoza en teclados como músicos invitados.  Se eligen como sencillos las canciones «Afuera», «Miedo», «Aquí no es así» y «Ayer me dijo un ave». Su presencia en los medios de comunicación creció y es seguida muy de cerca por los noticiarios de MTV Latino para quien realizaron un Unplugged, en octubre de 1994, siendo el primer grupo de Latinoamérica en participar. La  amistad entre Saúl Hernández y Alejandro Marcovich no se dejan notar durante todo el recital. De hecho Saúl lo llamó un concierto "angustico". Además de presentar esta sesión, se documentó el creciente éxito internacional del grupo (por ejemplo, en esos días abrieron el concierto de los Rolling Stones en la Ciudad de México y participaron en el festival WOMAD, organizado por Peter Gabriel; rechazaron después la invitación a participar en la edición de 1994 del festival Woodstock).
No obstante, las crecientes diferencias entre Saúl y Alejandro llevarían a la transición del grupo, con un comunicado emitido el 31 de marzo de 1995 en San Luis Potosí en las instalaciones del Centro de Convenciones del Hotel María Dolores. Con excepción del comunicado de prensa en el que Saúl Hernández expresaba su decisión de romper toda relación laboral, artística y personal con Alejandro, la falta de información sobre la transición del grupo confundió a los fanáticos. Sin embargo, cierta tensión interna pudo percibirse en la entrevista que la banda concedió a MTV Latinoamérica el 13 de enero de 1995 durante su gira por Colombia:

Se encuentran sentados Saúl Hernández y Alejandro Marcovich.
- Noticias MTV: «A once años de estar juntos, ¿qué tienen en común todavía entre ustedes?»
- Alejandro: «El esqueleto. La cantidad de cromosomas.»
Saúl, quien en ese momento escucha atento y con la mirada puesta al suelo, al escuchar la palabra "esqueleto", clava la mirada en Alejandro, quien solo lo ve por unos instantes y para después bajar la cabeza (haciéndose un silencio de siete segundos), Saúl interrumpe con la pregunta:
-Saúl: «¿Qué ves cuando me ves?»
-Alejandro: «Lo mismo que tú.» responde este en un tono irónico.
Saúl continúa hablando durante la entrevista mientras Alejandro lo observa: 
-Saúl: «Pues nos caíamos bien, no tratemos de rebuscar actitudes para mantener el negocio bien. De repente quizás, cuando estamos realmente juntos hay una honestidad muy visceral y explota en el escenario...»
- Noticias MTV: «¿Ustedes se divierten o sobreviven todavía?»
- Alejandro: «Es una justa combinación entre las dos.» Responde Alejandro mientras Saúl lo observa y lo escucha...

Caifanes ofreció su concierto de transición el viernes 18 de agosto de 1995 en la ciudad de San Luis Potosí. Antes de comenzar la canción «Aviéntame», Saúl Hernández dijo: "Esta canción habla del cómo nos podemos hacer mierda los unos a los otros". 

«ni Alejandro Marcovich ni Alfonso André se inmutaron. El ambiente era tenso y al soportar más la situación, Saúl se despoja de su playera y se lanza al público que de un solo jalón, por así decirlo, no lo arrastra hasta tocar el suelo. El público era testigo de una banda cuyos integrantes no lograron verse a los ojos durante todo el concierto.»

Pese a la cantidad de desmentidos por parte de la prensa, esa noche el grupo se despidió formalmente de sus seguidores. Durante este reciente recital, Carlos Marcovich rodeó a Saúl Hernández por el cuello y trató de acercarlo a Alejandro Marcovich para un abrazo reconciliador en unos de los momentos más dramáticos de la noche, sin poder aceptar la ruptura del grupo que él mismo ayudó a crear (11 años atrás provocando el origen de Las Insólitas Imágenes de Aurora). Al final las canciones se agotaron, Alejandro Marcovich tocó la melodía de «Sabor a mí», un conocido bolero y todo el auditorio tarareó al unísono: "Tanto tiempo disfrutamos de este amor / nuestras almas se acercaron tanto así / que yo guardo tu calor / pero tú llevas también / sabor a mí." Alfonso André apenas lo miraba. Al terminar la melodía Saúl respondió, tomó el micrófono y a capela pronunció otro testamento: "No dejes que nos coma el diablo amor / que se trague tu calor / que eructe mi dolor." Saúl dirigió su mirada a Alejandro, pero en un acto reprobable del guitarrista, nunca respondió a la mirada del cantante. Unos minutos después de terminado el concierto, Carlos Marcovich tomaría el micrófono y culminaría su intento de salvar al barco con una frase lapidaría: "Caifanes se acabó". De espaldas al público, Caifanes nunca se retiraría de su historia, el retiro y la separación habían llegado. Al inicio del concierto un fan diría: "Caifanes es Saúl, lo demás qué importa.". Esa misma noche, Noticias MTV intentó hablar con los protagonistas pero ellos, aduciendo razones legales, no quisieron hacer declaraciones.
Los medios de comunicación manejaron varias especulaciones respecto al futuro del grupo, entre las cuales estaba el retorno de Sabo Romo; de esta manera, el cuadro de situación seguiría incluyendo a Saúl como vocalista y a Alfonso como baterista, manteniendo así el nombre de Caifanes. Si esto se concretaba, el problema de la banda no dejaría de ser una separación para convertirse en un parcial cambio de integrantes, más allá de que Marcovich tocara la guitarra y Romo el bajo.

### Después de la separación

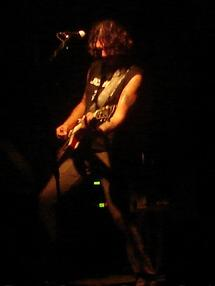
Saúl Hernández en Jaguares, durante el periodo de inactividad de Caifanes.

Tras la transición del grupo, Saúl Hernández se dedicó a recuperarse de una bronquitis aguda e invitó a Alfonso André a un nuevo proyecto que posteriormente sería Jaguares. Sabo Romo, por su parte, bajo su propia disquera "Mulata Records", editaba un álbum en solitario. Participó, además, en un álbum de Jaguares: Bajo el azul de tu misterio. Alejandro Marcovich, mientras tanto, se dedicó a la producción y arreglos en la música de distintos artistas, así como músico de sesión y la grabación de un EP en solitario (Nocturnal). En cuanto a Diego Herrera, fungió como director artístico de BMG Ariola. A partir de 2006, se integró a Jaguares. Por su parte Federico Fong continuó en el grupo La Barranca, mientras participó en dos discos de Jaguares: El Equilibrio de los Jaguares y Crónicas de un Laberinto.

### Reconciliación
El 14 de diciembre de 2010, se anunció que la banda se reuniría para el festival Vive Latino del 2011, después de que Hernández y Marcovich dijeran que habían «limado asperezas» y planeado «un palomazo». La idea surgió al conocerse problemas delicados de salud de Marcovich que generaron el acercamiento con Saúl Hernández; lo único que impedía el regreso del grupo con la alineación original eran los problemas entre ambos músicos, pues la relación con los demás miembros era estable. Los medios de comunicación se mostraron expectantes e incrédulos, pero las declaraciones de los Ex-Caifanes durante la semana se encargaron de desmentirlo 

«Estaremos los cinco integrantes; es parte de la onda que buscamos recuperar, para recrear la magia», dijo Diego Herrera, el tecladista.

"¿Quién buscó a quién, cómo fue?" Sabo Romo, el bajista, zanjó el tema: «Eso no me parece relevante. Estamos juntos porque nos da la gana».
Y Alfonso André: «Me da un poco de miedo, las cosas terminaron por algo. Ese algo probablemente todavía esté ahí». 

Remató Alejandro Marcovich: «Para muchos el reencuentro entre Saúl y yo simboliza el reencuentro de Caifanes. Pero fue una cuestión de voluntad: Sabo y Diego dejaron la banda antes, también por su voluntad».

Posteriormente, Saúl Hernández y Alejandro Marcovich concedieron una entrevista a un noticiero de televisión diciendo que no planeban hacer gira alguna, salvo por un par de recitales, el del Vive Latino y otro en Coachella y que sería después cuando decidirían si podían trabajar en más proyectos juntos.

### El regreso
El 9 de abril de 2011, el grupo consumó su reencuentro luego de 16 años con su alineación original dentro de la undécima edición del festival Vive Latino, ante un estimado de más de 70 mil personas.
El mes de junio de ese mismo año se confirmó una gira por Estados Unidos de América y México durante el último tercio de 2011.
En marzo de 2012, Caifanes reanudó su gira haciendo presencia en el festival Cumbre Tajín en Veracruz, el 17 de marzo y luego en el festival Estéreo Pícnic el 30 de marzo en Bogotá, lo cual marcó su regreso a los escenarios de Colombia tras 16 años de ausencia.
Caifanes decidió hacer una pausa para permitir el avance de las carreras solistas de Saúl Hernández y Alfonso André. La banda retomó su gira a mediados del 2012, extendiéndose a países como Guatemala, Panamá y Costa Rica.

### Vuelta al cuarteto

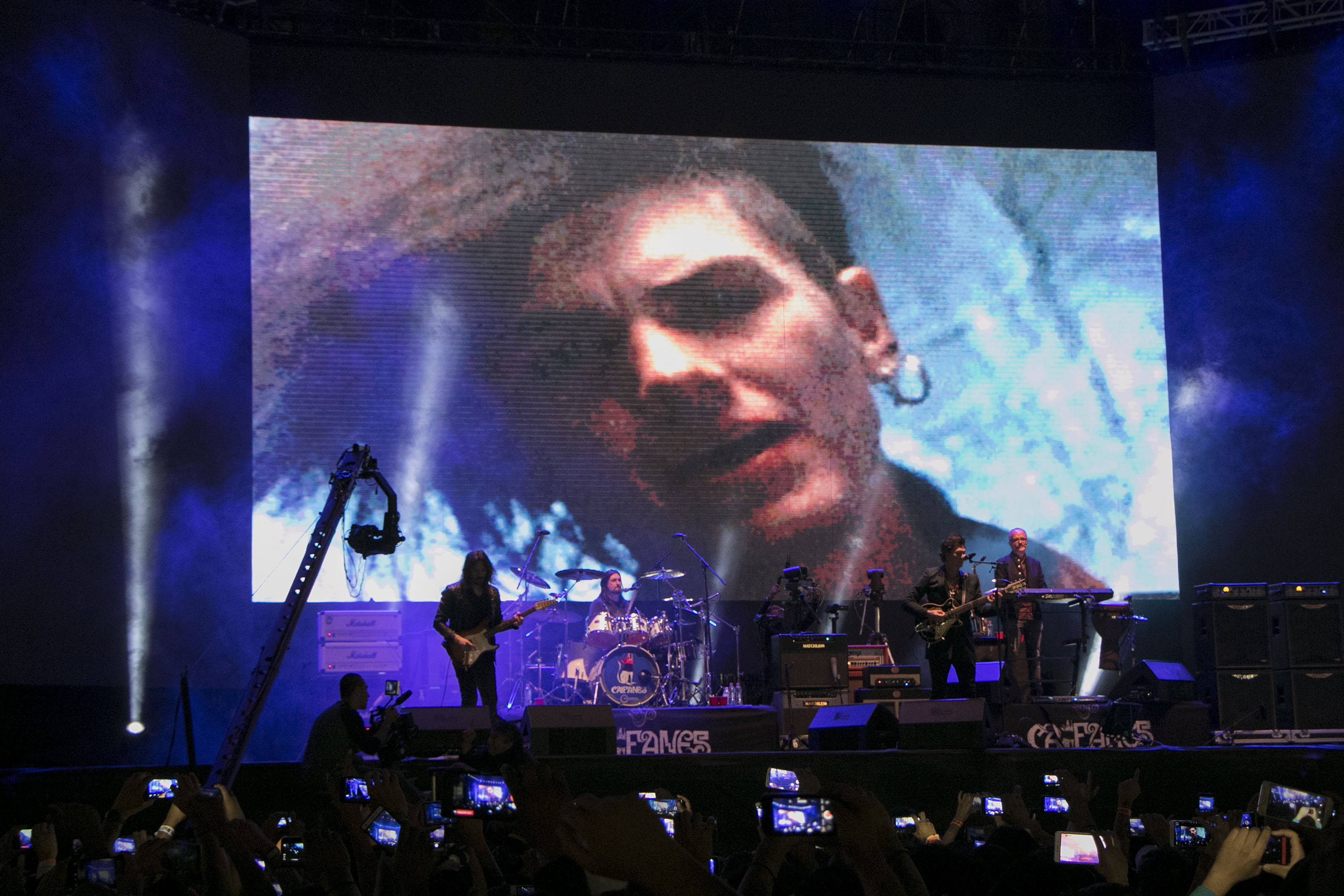
La banda en su concierto de 30 aniversario, Zócalo de la Ciudad de México, 2017.

El 22 de marzo de 2014 apareció en el sitio oficial del grupo un comunicado por parte de Alfonso, Saúl, Diego y Sabo anunciando la reestructuración del mismo para volver a la alineación original de cuarteto:

Desde 1987 Caifanes ha vivido intensa y apasionadamente.

Queremos reiterar nuestro profundo agradecimiento a la vida y a todos
ustedes por todo lo que hemos vivido, esa entrañable magia que compartimos
y que nosotros y ustedes llevamos tatuada en el Corazón.
Siempre hemos mantenido nuestra historia interna privada, creemos que la música
es lo importante y los procesos internos deben de ser eso, internos, privados.
A partir de hoy, Caifanes regresa a su formación original.
La vida son ciclos, se cierran unos, se abren otros. Todos validos [sic], todos importantes.
Hoy se abre uno nuevo para nosotros, les seguiremos entregando nuestro corazón.

Dicho comunicado presupuso automáticamente la salida de Alejandro Marcovich del grupo, cuya versión del acontecimiento se dio a conocer a través de una entrevista en la cual declaró desconocer la causa de fondo de la decisión unilateral por parte de sus compañeros de que él ya no formase parte de la agrupación:

Una explicación no la puedo dar, porque ignoro profundamente cual sea el motivo de base ya que no hubo pleito. Esta vez sí no hubo pleito, hubo una gira muy extensa de dos años y medio muy positiva, muy feliz en todos los sentidos con el público, entre nosotros…

Lo que sé es que ellos tenían la inquietud de regresar a una formación original como se dijo en un comunicado de prensa, que aparte no es cierto porque si fuera una alineación original tendría que haber cuatro personas en el escenario, no cinco.

Y ese quinto elemento es quien sustituye a Alejandro Marcovich, tocando los arreglos de Alejandro Marcovich que quedaron plasmados para la eternidad en los discos de Caifanes y que son tan importantes, que si no los toca este guitarrista, pues la gente los va a extrañar. Fue lo mismo que pasó en el ’95; se lanzó un comunicado y no se dan explicaciones.

### Segunda salida de Sabo Romo
En 2020, a través de diversos medios de comunicación, Sabo Romo confirmó su salida del grupo, argumentando problemas contractuales previo a una serie de presentaciones en vivo. Sería sustituido por Marco Rentería en el bajo en una nueva alineación como quinteto con solo 3 miembros originales.

### Heridos (2019)
El 8 de marzo de 2019 la banda lanzó su primera canción en 25 años titulada "Heridos" la canción fue grabada en septiembre de 2018 en House of Blues en 
Nashville, Tennessee. Fue grabado por David Thoener, mezclado por Howard Willing y masterizado por Ted Jensen de Sterling Sound, el mismo equipo que trabajó con anteriores trabajos de Saúl Hernández en Cuando la sangre galopa, 45, Remando y Mortal.

### Sólo eres tú (2022)
El 3 de febrero de 2022, por medio de sus redes sociales, la banda anunció el estreno de un nuevo sencillo titulado "Sólo eres tú", el cual vio la luz una semana después en todas las plataformas digitales.

### Inés (2023)
A finales de octubre 2023, la banda anunció el estreno de "Inés", sencillo que vería la luz el 2 de noviembre en diversas plataformas de videos y streaming.

### Y Caiste (2025)
El 11 de marzo de 2025, justo días antes de su presentación del Vive Latino 2025 y de su gira nacional, la banda anuncia en su cuenta oficial de Instagram y otras redes sociales, el lanzamiento de su sencillo inédito llamado ¨Y Caíste¨  para sus diversas plataformas de musica como Spotify

## Estilo
En su discografía, los miembros de Caifanes experimentaron con la fusión de elementos de la música popular mexicana y latinoamericana con géneros musicales provinientes de la escena musical europea, generando una amalgama de géneros como el post-punk y la cumbia, el new wave y el regional mexicano (también conocido como "Banda") o el rock gótico y el son jarocho.
Las letras, escritas en su mayoría por Saúl Hernández, tomaban influencias del surrealismo y el existencialismo junto a elementos de la mexicanidad como el imaginario prehispánico, la tradición católica y el argot popular.
Aunque la música de Caifanes es en su mayoría profundamente oscura, densa, metafórica y críptica, la inclusión de una canción de tono mucho más alegre como «La negra Tomasa» en el repertorio del grupo no era casual: Hernández y Romo tienen raíces en colonias populares de la Ciudad de México, por ello se utilizó el ritmo de cumbia como base junto a riffs de guitarra y líneas de bajo influenciadas por el post-punk, siendo en su discografía la primera de muchas combinaciones de géneros musicales aparentemente distantes entre sí.
Si bien en El diablito la mayor parte de las canciones puede ser calificada simplemente como rock, las letras comienzan a tomar elementos populares (como la integración total del dicho «De noche todos los gatos son pardos» en la canción homónima) y con «La célula que explota» se marca en gran medida el estilo clásico de Caifanes: letras demandantes y poéticas y música a caballo entre el rock y la música mexicana. La presencia de Alejandro Marcovich, a partir de este disco se vuelve fundamental en el sonido del grupo, teniendo como objetivo, elaborar un sonido de guitarra que, en  palabras de  Alejandro Marcovich: "Suene a México y suene a Latinoamérica".
«La célula que explota», construida como una balada rock con arreglos de mariachi y marimba, es una de toda una serie de amalgamas. En El silencio las fusiones tocan de nuevo la música con una fuerte cadencia rítmica que en México se tilda de "guapachosa" («Nubes», «Hasta morir», «Para que no digas que no pienso en ti»), pero también la banda («Piedra»), e incluso aparece una versión de un son veracruzano: «Mariquita», donde se combinan las tradicionales jaranas con las guitarras eléctricas de Marcovich. Por último, en El nervio del volcán experimentaron con rítmicas indígenas («Afuera»), dieron un toque de bolero a las percusiones de «Ayer me dijo un ave» y construyeron «La llorona» sobre el vals tradicional del mismo nombre.

## Discografía

### Álbumes de estudio
- Caifanes (1988)
- El Diablito (1990)
- El Silencio (1992)
- El nervio del volcán (1994)

### Bootlegs
- Caifanes MTV Unplugged (1995)

### Compilaciones
- La Historia (1997)
- Rock Millenium Caifanes (1999)
- Lo esencial de Caifanes (2009)
- Recupera tus Clásicos: Caifanes (2011)
- Caifanes Frente a Frente Zoé (2011)
- Caifanes Rock Latino (2012)
- Caifanes 25 Aniversario (2012)
- Personalidad Caifanes (2014)
- Caifanes Vinyl Boxset (5 LP'S) (2017)

## Posicionamiento en listas

### Listas
| Publicación | País           | Trabajo               | Año  | Premio                                                | Puesto |
| ----------- | -------------- | --------------------- | ---- | ----------------------------------------------------- | ------ |
| Alborde     | Estados Unidos | La célula que explota | 2006 | 500 canciones más importantes del rock iberoamericano | 8      |
| Alborde     | Estados Unidos | Viento                | 2006 | 500 canciones más importantes del rock iberoamericano | 39     |
| Alborde     | Estados Unidos | Afuera                | 2006 | 500 canciones más importantes del rock iberoamericano | 81     |
| Alborde     | Estados Unidos | La negra Tomasa       | 2006 | 500 canciones más importantes del rock iberoamericano | 180    |
| Alborde     | Estados Unidos | No dejes que...       | 2006 | 500 canciones más importantes del rock iberoamericano | 376    |

## Miembros

### Caifanes
Formación actual
- Saúl Hernández – Voz y guitarra (1987-1995, 2011-presente)
- Alfonso André – Batería (1987-1995, 2011-presente)
- Diego Herrera – Teclado, saxofón y percusiones (1987-1993, 2011-presente)[30]
- Rodrigo Baills - Guitarra (2014–Presente)
- Marco Rentería - Bajo (2021–Presente)

Antiguos miembros
- Alejandro Marcovich - Guitarra líder (1989-1995, 2011-2014)[31]
- Sabo Romo – Bajo (1987-1993, 2011-2020)

### Miembros de apoyo y sesión
- Jorge "Gato" Arce - Batería (1987)
- Santiago Ojeda - Guitarra (1987)[32]
- Stu Hamm - Bajo (1993, 2022)
- Federico Fong – Bajo (1993-1995)
- Yann Zaragoza - Teclados (1993–1995)
- Chucho Merchán - Bajo (2013, 2016)

## Versiones
- En 2022 el músico madrileño José Riaza lanza una versión de "Viento" en su álbum Cleptomanías II.